# Polyrhachis arcuata
Polyrhachis arcuata é uma espécie de formiga do gênero Polyrhachis, pertencente à subfamília Formicinae.